# Right Place Right Time Tour
Right Place Right Time Tour fue la primera gira internacional y tercera en general del cantante y compositor británico Olly Murs, creada para promocionar su tercer álbum de estudio Right Place Right Time, de 2012. Comenzó el 26 de febrero de 2013 con un concierto en Newcastle, Reino Unido, y terminó el 16 de noviembre del mismo año en Brisbane, Australia.

## Actos de apertura
- Loveable Rogues (Europa).[3]
- Tich (Europa).[4]
- Before You Exit (América del Norte).[5]
- Diana Vickers (Europa).[6]

## Lista de canciones
1. «Army of Two»
2. «Dance With Me Tonight»
3. «Personal»
4. «Thinking of Me»
5. «I've Tried Everything»
6. «I Need You Now»
7. «Hey You Beautiful»
8. «I'm OK»
9. «Hand on Heart»
10. «Loud & Clear»
11. «Busy»
12. «Heart on my Sleeve»
13. «Should I Stay or Should I Go» (versión de The Clash)
14. «Town Called Malice» (versión de The Jam)
15. «Please Don't Let Me Go»
16. «Dear Darlin'»
17. «One of These Days»
18. «Oh My Goodness»
19. «Heart Skips a Beat»

Encore
1. «Right Place Right Time»
2. «Troublemaker»

## Fechas de la gira
| Fecha                       | Ciudad             | País           | Lugar                                   |
| --------------------------- | ------------------ | -------------- | --------------------------------------- |
| Europa — Etapa 1            |                    |                |                                         |
| 26 de febrero de 2013       | Newcastle          | Reino Unido    | Metro Radio Arena                       |
| 27 de febrero de 2013       | Nottingham         | Reino Unido    | Capital FM Arena                        |
| 1 de marzo de 2013          | Sheffield          | Reino Unido    | Motorpoint Arena                        |
| 2 de marzo de 2013          | Sheffield          | Reino Unido    | Motorpoint Arena                        |
| 3 de marzo de 2013          | Nottingham         | Reino Unido    | Capital FM Arena                        |
| 5 de marzo de 2013          | Brighton           | Reino Unido    | Brighton Centre                         |
| 6 de marzo de 2013          | Brighton           | Reino Unido    | Brighton Centre                         |
| 8 de marzo de 2013          | Bournemouth        | Reino Unido    | Bournemouth International Centre        |
| 9 de marzo de 2013          | Bournemouth        | Reino Unido    | Bournemouth International Centre        |
| 10 de marzo de 2013         | Londres            | Reino Unido    | Wembley Arena                           |
| 12 de marzo de 2013         | Birmingham         | Reino Unido    | LG Arena                                |
| 13 de marzo de 2013         | Liverpool          | Reino Unido    | Liverpool Echo Arena                    |
| 15 de marzo de 2013         | Glasgow            | Reino Unido    | SECC                                    |
| 16 de marzo de 2013         | Glasgow            | Reino Unido    | SECC                                    |
| 18 de marzo de 2013         | Aberdeen           | Reino Unido    | AECC                                    |
| 20 de marzo de 2013         | Birmingham         | Reino Unido    | National Indoor Arena                   |
| 21 de marzo de 2013         | Mánchester         | Reino Unido    | Manchester Arena                        |
| 22 de marzo de 2013         | Mánchester         | Reino Unido    | Manchester Arena                        |
| 23 de febrero de 2013       | Newcastle          | Reino Unido    | Metro Radio Arena                       |
| 25 de marzo de 2013         | Cardiff            | Reino Unido    | Motorpoint Arena Cardiff                |
| 26 de marzo de 2013         | Cardiff            | Reino Unido    | Motorpoint Arena Cardiff                |
| 27 de febrero de 2013       | Liverpool          | Reino Unido    | Liverpool Echo Arena                    |
| 29 de marzo de 2013         | Londres            | Reino Unido    | The O2 Arena                            |
| 30 de marzo de 2013         | Londres            | Reino Unido    | The O2 Arena                            |
| 1 de abril de 2013          | Dublín             | Irlanda        | The O2                                  |
| 2 de abril de 2013          | Dublín             | Irlanda        | The O2                                  |
| 3 de abril de 2013          | Belfast            | Reino Unido    | Odyssey Arena                           |
| 4 de abril de 2013          | Belfast            | Reino Unido    | Odyssey Arena                           |
| América del Norte — Etapa 2 |                    |                |                                         |
| 19 de abril de 2013         | Maryland           | Estados Unidos | The Fillmore                            |
| 20 de abril de 2013         | Filadelfia         | Estados Unidos | Trocadero Theatre                       |
| 28 de abril de 2013         | Milwaukee          | Estados Unidos | The Rave                                |
| 30 de abril de 2013         | Detroit            | Estados Unidos | St. Andrew's Hall                       |
| 1 de mayo de 2013           | Toronto            | Canadá         | Phoenix Concert Theatre                 |
| 4 de mayo de 2013           | Cincinnati         | Estados Unidos | Bogart's                                |
| 6 de mayo de 2013           | Atlanta            | Estados Unidos | Center Stage                            |
| 7 de mayo de 2013           | Orlando            | Estados Unidos | House Of Blues Lake Buena Vista         |
| 8 de mayo de 2013           | Tampa              | Estados Unidos | The Ritz Ybor                           |
| 11 de mayo de 2013          | Las Vegas          | Estados Unidos | Pure Nightclub at Caesars Palace        |
| 14 de mayo de 2013          | San Francisco      | Estados Unidos | The Fillmore                            |
| 15 de mayo de 2013          | Anaheim            | Estados Unidos | House Of Blues Anaheim                  |
| 18 de mayo de 2013          | Mansfield          | Estados Unidos | Comcast Center                          |
| Europa — Etapa 3            |                    |                |                                         |
| 2 de junio de 2013          | Peterborough       | Reino Unido    | The Embankment                          |
| 6 de junio de 2013          | Scarborough        | Reino Unido    | Scarborough Open Air Theatre            |
| 7 de junio de 2013          | Middlesbrough      | Reino Unido    | Centre Square Middlesbrough             |
| 12 de junio de 2013         | Cork               | Irlanda        | Centre Park Road                        |
| 23 de junio de 2013         | Gloucestershire    | Reino Unido    | Westonbirt Arboretum                    |
| 6 de julio de 2013          | Staffordshire      | Reino Unido    | Alton Towers                            |
| 7 de julio de 2013          | Exeter             | Reino Unido    | Powderham Castle                        |
| 30 de septiembre de 2013    | París              | Francia        | La Trianon                              |
| 1 de octubre de 2013        | Brussel            | Bélgica        | Ancienne Belgique                       |
| 2 de octubre de 2013        | Ámsterdam          | Países Bajos   | Melkweg                                 |
| 4 de octubre de 2013        | Düsseldorf         | Alemania       | Mitsubishi Electric Halle               |
| 5 de octubre de 2013        | Stuttgart          | Alemania       | Liederhall                              |
| 6 de octubre de 2013        | Múnich             | Alemania       | Zenith                                  |
| 8 de octubre de 2013        | Zúrich             | Suiza          | Volkshaus                               |
| 9 de octubre de 2013        | Offenbach del Meno | Alemania       | Stadthalle                              |
| 10 de octubre de 2013       | Berlín             | Alemania       | Tempodrom                               |
| 11 de octubre de 2013       | Hamburg            | Alemania       | Sporthalle                              |
| 13 de octubre de 2013       | Copenhague         | Dinamarca      | Store Vega                              |
| Oceanía — Etapa 4           |                    |                |                                         |
| 7 de noviembre de 2013      | Auckland           | Nueva Zelanda  | ASB Theatre                             |
| 9 de noviembre de 2013      | Sídney             | Australia      | The Star Event Centre                   |
| 12 de noviembre de 2013     | Newcastle          | Australia      | Civic Theatre                           |
| 14 de noviembre de 2013     | Melbourne          | Australia      | The Plenary                             |
| 16 de noviembre de 2013     | Brisbane           | Australia      | Brisbane Convention & Exhibition Centre |

## Recaudaciones
| Lugar                            | Ciudad      | Entradas vendidas / disponibles | Recaudación |
| -------------------------------- | ----------- | ------------------------------- | ----------- |
| Metro Radio Arena                | Newcastle   | 16 881 / 16 898 (99,9%)         | $745 929    |
| Capital FM Arena                 | Nottingham  | 14 720 / 14 720 (100%)          | $719 796    |
| Motorpoint Arena                 | Sheffield   | 22 500 / 22 500 (100%)          | $1 090 910  |
| Brighton Centre                  | Brighton    | 9820 / 9820 (100%)              | $469 605    |
| Bournemouth International Centre | Bournemouth | 8890 / 8890 (100%)              | $421 282    |
| Wembley Arena                    | Londres     | 10 833 / 10 883 (100%)          | $549 632    |
| LG Arena                         | Birmingham  | 12 416 / 12 416 (100%)          | $606 199    |
| Liverpool Echo Arena             | Liverpool   | 17 049 / 17 049 (100%)          | $815 463    |
| SECC                             | Glasgow     | 17 346 / 17 346 (100%)          | $829 508    |
| AECC                             | Aberdeen    | 4450 / 4450 (100%)              | $212 723    |
| National Indoor Arena            | Birmingham  | 11 315 / 11 315 (100%)          | $555 404    |
| Manchester Arena                 | Mánchester  | 23 015 / 25 000 (93%)           | $1 130 080  |
| Motorpoint Arena Cardiff         | Cardiff     | 8912 / 8912 (100%)              | $434 272    |
| The O2 Arena                     | Londres     | 29 059 / 29 059 (100%)          | $1 496 840  |
| Total                            | Total       | 207 206 / 209 208 (99%)         | $10 077 643 |